# Награда „Дејан Медаковић”
Награда „Дејан Медаковић” додељује се за најбоље мемоарско дело на српском језику. 

## О Награди
Награда је заснована 2008. у част академика Дејана Медаковића. Састоји се од златника са ликом Дејана Медаковића и свечане повеље. Награду је установио његов издавач ИК „Прометеј” из Новог Сада. О награди одлучује жири.

## Добитници
Досадашњи добитници награде су:
- 2008 — Момо Капор, за аутобиографски спис Исповести.[2]
- 2009 — Миодраг Б. Протић, за књигу Нојева барка: поглед с почетка новог века. 3.
- 2010 — Мирко Демић, за књигу Трезвењаци на пијаној лађи: српско-хрватски роман.[3]
- 2011 — Василије Крестић, за књигу Историчар у времену преломних и судбинских одлука.
- 2012 — Радивоје Стоканов, за књигу Траговима Лазе Костића.
- 2013 — Александар Гаталица, за књигу есеја Писац не станује овде.[4]
- 2014 — Динко Давидов, за књигу Иконописци српских сеоба.[5]
- 2015 — Нада Милошевић-Ђорђевић, за студију Ковчежић Вука Караџића.
- 2016 — Љубомир Симовић, за књигу До Оба и Хуангпуа.[6][7]
- 2017 — Милисав Савић, за књигу Епска Србија.[8]
- 2018 — Александар Ђуричић, за књигу Чуваркуће, удовице писаца.[9]
- 2019 — Жељко Марковић, за књигу Писмо.[10]
- 2020 — Дејан Вукићевић, за књигу NON IMPRIMATUR или цензура у библиотекарству и издаваштву.[11]
- 2021 — Жарко Димић, за монографију Карловачка гимназија.[12]
- 2022 — Емир Кустурица, за књигу Видиш ли да не видим.[13][14][15]
- 2023 — Бојан Јовановић, за књигу Српско културно благо.[16]